# Лёк (посёлок)
Лёк — посёлок в Кишертском районе Пермского края. Входил в состав Кордонского сельского поселения.

## География
Посёлок расположен на реке Лёк и железной дороге.

## Население
| 2000 | 2004 | 2008 | 2010 | 2011 | 2012 | 2014 |
| ---- | ---- | ---- | ---- | ---- | ---- | ---- |
| 284  | ↘213 | ↗214 | ↘197 | →197 | →197 | ↘181 |
| 2015 |      |      |      |      |      |      |
| ↘180 |      |      |      |      |      |      |

## Транспорт
Налажено железнодорожное сообщение, автобусного сообщения в посёлке нет.

## Улицы
- Вокзальная
- Восточная
- Западная
- Комсомольская
- Набережная
- Первомайская
- Рабочая
- Советская
- Центральная